# Ralph Miliband
Ralph Miliband, nato Adolphe Miliband (Bruxelles, 7 gennaio 1924 – Westminster, 12 maggio 1994), è stato un sociologo britannico.
Padre di David e Ed Miliband, politici britannici membri del Partito Laburista. Fu descritto come "uno dei più famosi accademici marxisti della sua generazione", collocato accanto ad altri prestigiosi intellettuali anglosassoni come Edward Palmer Thompson, Eric Hobsbawm o Perry Anderson.

## Biografia
Miliband è nato in Belgio, con il nome di Adolphe Miliband, che in seguito cambiò in Ralph, a causa della coincidenza con il nome di Adolf Hitler. Nel 1940, a causa delle sue origini ebraico-polacche, dovette emigrare in Inghilterra, fuggendo dal regime nazista che il Belgio aveva occupato. Studente della London School of Economics, ha iniziato le sue attività nell'ala sinistra della politica britannica, aderendo alla causa del socialismo.
Dopo aver combattuto nella Marina britannica durante la seconda guerra mondiale, Miliband ottenne la cittadinanza britannica. Negli anni '60 divenne uno dei principali esponenti del movimento britannico New Left, composto da pensatori marxisti critici dello stalinismo e delle politiche attuate dai governi dell'Unione Sovietica e da quelli dell'Europa orientale.
Nell'opera collettiva diretta di Robin Blackburn, "After the Fall: The Failure Of Communism And The Future Of Socialism", Miliband espone le sue opinioni sul fallimento del sistema comunista istituito dall'Unione Sovietica. Quest'opera ha un carattere speciale poiché non solo riunisce intellettuali accademici (oltre a Miliband, include Jürgen Habermas, Giovanni Arrighi, Norberto Bobbio, tra gli altri) ma include anche scrittori come Hans Magnus Enzensberger o Eduardo Galeano.

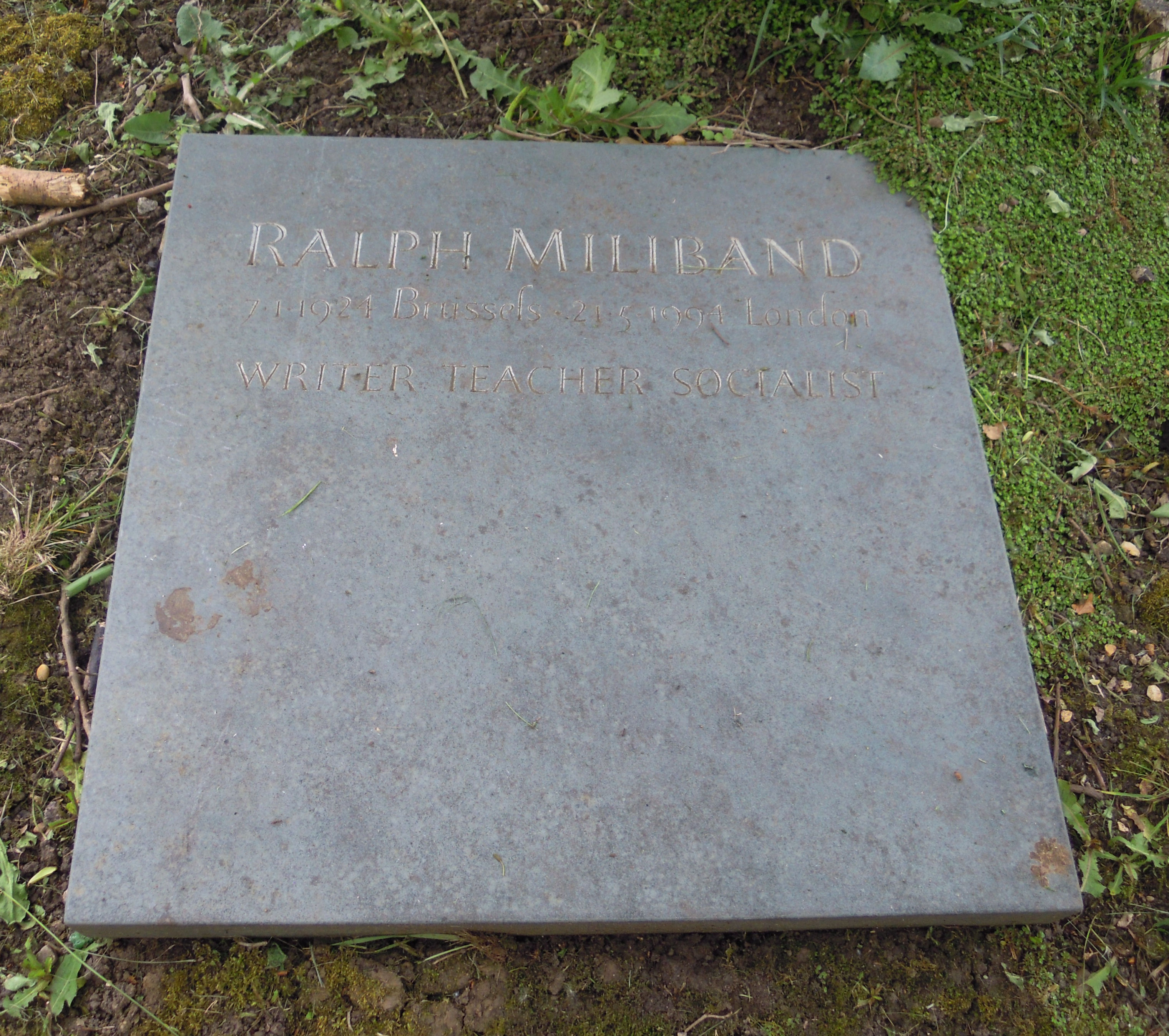
Tomba di Miliband nel cimitero di Highgate

Ha sofferto di problemi cardiaci in età avanzata e ha subito un'operazione di bypass nel 1991. È morto il 12 maggio 1994 a 70 anni. È sepolto nel cimitero di Highgate, vicino a Karl Marx. Il suo ultimo libro, Il Socialism for a Sceptical Age, è stato pubblicato nel 1994, dopo la sua morte.

## Opere
- Parliamentary Socialism: A Study of the Politics of Labour (1961). ISBN 0-85036-135-4.
- The State in Capitalist Society (1969), ISBN 0-7043-1028-7
- Marxism and Politics (1977), ISBN 0-85036-531-7
- Capitalist Democracy in Britain (1982), ISBN 0-19-827445-9
- Class Power and State Power (1983)
- Divided Societies: Class Struggle in Contemporary Capitalism (1989)
- Socialism for a Sceptical Age (1994)